# Alice Lowe
Alice Eva Lowe (* 1977) je britská herečka, známá především díky roli zmizelé herečky Madeleine Wool v jevištních show a televizním seriálu se společným jmenovatelem "Garth Marenghi". Doktorka Liz Asher, ztvárněná Madeleine Wool je jednou ze 4 hlavních postav televizního komediálního seriálu Garth Marenghi's Darkplace, kde si zahrála se svými bývalými spolustudenty z Cambridge  - Richardem Ayoadem a Matthewem Holnessem. Tomuto seriálu předcházely jevištní show Garth Marenghi's Fright Knight, která byla nominována na cenu Perrier a Garth Marenghi's Netherhead, která tuto cenu získala.
Objevila se také v epizodě The Priest and the Beast seriálu The Mighty Boosh v roli "Monkey" (Opičky) a dalších projektech.